# Birgit van der Leeden
Birgit van der Leeden (geb. Weihs, * 29. Oktober 1955 in Wuppertal) ist eine deutsche Autorin, die im Bereich der fiktionalen Literatur vorwiegend Kurzprosa schreibt; Texte wurden in deutschen, österreichischen und rumänischen Zeitschriften veröffentlicht und mehrfach ausgezeichnet.
Im Bereich der Sachliteratur liegen die Schwerpunkte auf länderkundlichen Recherchen sowie auf Textanalysen und beziehen sich auf den skandinavischen, in jüngerer Zeit auch auf den südosteuropäischen Raum.

## Beiträge in Zeitschriften
- Der Dreischneuß (Lübeck 2004, 2005, 2007 und 2008)
- Muschelhaufen (Viersen 2004/2005)
- Lichtungen (Graz 2006)
- Sterz (Graz 2006)
- macondo (Bochum 2007 und 2009)
- Neue Sirene. Wegweisende Literatur der Gegenwart. (München 2008 und 2011)
- Zeichen & Wunder (Frankfurt a. M. 2004, 2007 und 2010)
- Torso (München 2008)
- Ostragehege (Dresden 2011)
- edition schreibkraft (Graz 2022 und 2024)

## Hörbuchbeitrag
- In: Gute-Nacht-Geschichten 1. Tebito, München 2000.

## Beiträge in Anthologien
- Wir sprechen vom Wasser. Gedichte und Geschichten. Herausgegeben von GEDOK - Verband der Gemeinschaften der Künstlerinnen und Kunstfördernden e. V. Projektverlag - Verlag für Wissenschaft und Kultur. Freiburg im Breisgau 2022. 207 Seiten. ISBN 978-3-89733-575-2
- Euterpe. Jahrbuch für Literatur 8. Husum 1990. ISBN 3-88042-541-8
- Neue Kurzgeschichten aus drei Ländern. Die besten Texte aus dem 7. Harder Literaturwettbewerb 2002/03. Thema: Verdichtungen. Hecht Verlag, Hard (A) 2003. ISBN 3-85298-107-7
- aber das Meer. Anthologie der GEDOK Schleswig - Holstein 2005. ISBN 3-89876-226-2
- Reisenotizen. freie zeit art, Wien 2007. ISBN 978-3-9502299-4-3
- Durch Tag und Nacht. Aktion Mensch. Die Gesellschafter bei zweitausendeins, Frankfurt a. M. 2009. ISBN 978-3-86150-899-1
- Euterpe. Zusammen leben. Poetische Anthologie. Husum 2013. ISBN 978-3-89876-677-7
- Süchtig nach den Worten. Lyrik & Prosa. Anthologie der GEDOK Schleswig-Holstein. Husum 2013. ISBN 978-3-89876-692-0
- Neue Prosa aus Schleswig-Holstein. Edition Literaturhaus Band 1, Kiel 2016. ISBN 978-3-946298-05-2
- Euterpe. Nachtgedanken. Poetische Anthologie. Husum 2019. ISBN 978-3-89876-997-6

## Einzeltitel
- Seltene Erden. (E-Book). fza-Verlag, Wien 2011.
- Uneigentliche Begegnungen. Geschichten von Wegen und Umwegen, Irrwegen und Abwegen. Kurzprosa. Verlagsgruppe Husum. Edition Euterpe. Husum 2024. ISBN 978-3-96717-174-7

## Sonstiges
- Ausstellung des Textes Wegelos auf dem Internationalen Photoszene-Festival. 68elf studio. photo con text. Fotografie und Dichtung im Dialog, Köln 2023.

## Übersetzungen
- Peretele care se trage (Die tragende Wand, Wiener Werkstattpreis 2010). Übersetzung ins Rumänische von Elena Cîmpan. In: Euphorion 2/2017. Sibiu/RO, 2019. ISSN 1222-3212
- Femeile de Ribbeck în Ținutul Havelland. Übersetzung ins Rumänische von Valentin Radu. In: Euphorion 4/2019, Sibiu/RO 2019. ISSN 1222-3212

## Sachliteratur
- P.O. Sundman. Erzählen im Spannungsfeld von Autorität und Authentizität. In: skandinavistik 1/1985, Kiel 1985. ISSN 0342-8427
- Schweden – Eintragungen ins Gästebuch. Länderkundliches Porträt. LIT-Verlag, Münster 1999, ISBN 3-8258-4357-2.
- Zum Gedenken an Dag Hammarskjölds Tagebuch "Vägmärken" / "Zeichen am Weg". In: Baltic Worlds, Stockholm 2011.
- 60 Years after the plane crash. A new reading of Dag Hammarskjöld´s diary Markings. In: Baltic Worlds. Vol. XIV:3. Södertörn University, Stockholm 2021.
- Semne de-a lungul drumului – în amintirea secretarului general al ONU Dag Hammarskjöld (1905 – 1961), decedat acum 60 de ani. In: Euphorion 3/2021, Sibiu 2021. ISSN 1222-3212
- Rumänien - armes reiches Land. Schiller Verlag Bonn - Sibiu 2022, 296 Seiten, ISBN 978-3-949583-05-6
- Das Wort - mein treuer trügerischer Begleiter. Essay. edition schreibkraft. Heft 42: Über Literatur. Matthey & Melchior. Graz 2024. ISBN 978-3-902106-34-6

## Auszeichnungen
- 1996: Weiland-Kurzprosapreis
- 2003: Harder Literaturpreis
- 2006: Limburg-Preis[1] (Bestenliste)
- 2006: Aktion Mensch/Caritas
- 2010: Wiener Werkstattpreis

## Rezensionen
- Renate Nimtz-Köster. Ein differenzierter Blick auf Rumäniens Hoffnungen und Sorgen. Quo vadis, Romania? Deutsch-Rumänische Hefte, Jahrgang XXVI, Heft 2, Winter 2023. ISSN 1618-1980
- Dr. Wilfried Heller. Rumänien - armes reiches Land. Empfehlenswertes Reisehandbuch und landeskundliches Werk über Rumänien. Siebenbürgische Zeitung, 18. August 2022